# Funkce (lingvistika)
V lingvistice funkce nabývá více významů: (1) Funkce je úkol, cíl, účel, fungování nějaké entity. (2) Funkce je vzájemný vztah dvou entit. (3) Jednoznačný vztah entit množiny A k entitám množiny B (matematická funkce nebo zobrazení). Tato různá pojetí funkce jsou aplikována v několika různých rovinách na systém jazyka, text i pragmatickou složku.

## Konkrétní pojetí pojmu funkce

### Louis Hjelmslev a glosematika
Louis Hjelmslev ve svém díle O základech teorie jazyka (1972) pojem funkce využívá jako jeden ze základních a klíčových pojmů své jazykové teorie, kterému vyhrazuje celou vlastní kapitolu pro jeho důsledné vymezení a definici. Funkce je v jeho pojetí mezi čistě matematickým pojetím (tj. vztah závislosti / druh svazku veličiny k jiným veličinám) a pojetím funkce jako vlastnosti této veličiny (tzn. že „… funguje určitým způsobem, [a] plní určitou úlohu, …“). Funkce díky tomuto dvojímu pojetí nabývá konkrétní definice až po specifikaci jejího druhu, kterých Hjelmslev předkládá celkem pět. Pro tuto pětici Hjelmslev předvídá jejich použití v teorii jazyka a důsledně je proto zavádí:
- Interdependence – vztah dvou entit, které se navzájem nutně vyžadují.
- Determinace – vztah dvou entit, kdy jedna nutně vyžaduje druhou, ale druhá nevyžaduje první.
- Konstelace – vztah dvou entit, které se navzájem nevyžadují.
- Relace – funkce „jak–tak i“, tj. logická konjunkce.
- Korelace – funkce „buď–anebo“, tj. logická disjunkce.

Dvě poslední funkce jsou pro teorii jazyka klíčové, protože osvětlují vztah mezi procesem a systémem a jsou důvodem jejich rozlišení vůbec: V procesu se vyskytuje relace, zatímco v systému se vyskytuje korelace. To znamená, že zatímco v procesu (textu) jsou (např.) jednotlivé grafémy již dané a vnímame jen je (tj. jedná se o jejich vzájemnou konjunkci), v systému je naopak umožněn výběr těchto grafémů stylem buď-anebo – pro danou pozici je možné vybrat pouze jeden z možných grafémů. 

Pro Hjelmsleva je rovněž důležité i nové pojetí jazykového znaku, který definuje jako funkci dvou argumentů: výrazu a obsahu. Mezi těmito dvěma argumenty je vzájemný vztah interdependence (konkrétně pak „solidarita“) a zároveň stejný vztah platí i mezi samotnou funkcí a jejími argumenty. To jednoduše znamená, že jazykový znak dle Hjelmsleva (1) nemůže existovat bez obsahu a výrazu (nebo i bez jedné z těchto dvou složek); a rovněž to znamená, že (2) obsah a výraz vyskytující se zároveň budou mít mezi sebou vždy i znakovou funkci.

### Pražský lingvistický kroužek
Pojem funkce je pro Pražský lingvistický kroužek (dále jen PLK) rovněž klíčovým pojmem, na základě kterého byly již v počátcích vytyčeny jeho cíle, použité paradigma i samotný program. Konkrétně se jedná o tyto dva zásadní body prvních tezí PLK: (1) jazyk bude pojímán jako tzv. „funkční systém“ a (2) při analýze jazyka bude zaujato tzv. „funkční stanovisko“. PLK je pak z důvodu zavedení těchto dvou stěžejních bodů pojímání jazyka a zaujaté metody označena za jednoho z představitelů tzv. funkční lingvistiky. Ačkoliv se ale pojem funkce objevuje již takto zásadně v počátcích PLK, není tento pojem po dlouhou dobu explicitně definován (jako např. v Teorii jazyka Louise Hjelmsleva) a obecně je jejími členy používán jako synonymum či alternativa k některým termínům jazykovědy nebo pouze jako synonymum k běžným obratům jako úkol, cíl užití, poslání, nebo význam. PLK však rozlišuje dvě důležité kategorie pojmu funkce, jedná se o tzv. funkce vnější a funkce vnitřní. Svébytnou kategorií je pak termín funkčnost – ta je PLK pojímána pod významem „… hlediska, metodologického postoje, [a] způsobu zkoumání jazyka…“.

#### Funkce vnější
Funkce vnější jsou funkce jazyka, řeči, výrazů a sdělení stojící mimo systém jazyka. Základní šestici těchto vnějších funkcí shrnuje Roman Jakobson rozpracováním tzv. komunikativní funkce, která byla dříve představena Mathesiem. Výčet vnějších funkcí dle Romana Jakobsona:
- Funkce referenční – určuje vztah k tématu.
- Emotivní nebo „expresivní funkce“ – „… míří k přímému vyjádření postoje mluvčího k tomu, o čem hovoří. Směřuje k vytvoření jisté emoce, pravdivé nebo fingované“.
- Konativní funkce – je orientována přímo adresátovi s cílem jej ovlivnit. Nejčastěji se vyskytuje ve formě vokativu nebo imperativu.
- Fatická funkce – má za cíl zahájit a udržovat komunikaci. Nejčastěji jde o podobu ritualizovaných formulí. „Je to také první verbální funkce, kterou si osvojují děti“.
- Metajazyková funkce – slouží ke komunikaci o používaném kódu.
- Poetická funkce – je zaměřená „na sdělení jako takové“, tj. jeho provedení a styl. Je „dominantní" a „determinující“ funkcí slovesného umění a „… prohlubuje základní dichotomii znaků a objektů“.

PLK uvažuje mimo tuto Jakobsonem vymezenou šestic i jiné vnější funkce: „funkce jazyka spisovného, mateřského; funkce jazykového projevu; komunikativní, sdělná, vyjadřovací, deskriptivní, výrazová, apelová funkce; sémiologická funkce; znázorňovací funkce řeči; obecně sociální funkce mluveného spisovného jazyka; estetická funkce (básnického) jazyka; funkce ‚koiné‘ apod.“ Zde pojem funkce zastupuje významy „úloha/úkol, poslání“.

#### Funkce vnitřní
Funkce vnitřní jsou „funkce jazykových jednotek, prostředků vytvářejících jazykový systém ‚zevnitř‘, budující vnitřní strukturu jazyka“ Pro PLK jde dle Svozilové například o funkce „fonému, slova, věty; intenzifikační (zesilující) funkce; gramatická, syntaktická funkce; kongruenční funkce, pádová funkce; funkce vokativu; výrazy ve funkci doplňku; … funkce plurálu inkorporativního; kontextová funkce; funkce otázky v řečnické výstavbě výkladu atd.“ Funkcí je zde míněna „platnost, význam, popř. „úloha/úkol, poslání“

### Frege
Gottlob Frege zasáhl mnoho vědních oborů svým dílem Begriffsschrift (1879), ve kterém položil základy moderní logice. Fregeho cílem bylo vytvořit takový formální aparát, pomocí kterého by dokázal analyzovat axiomy a tvrzení tehdejší aritmetiky. Fregeho pojetí funkce je z těchto důvodů obecnější než klasické pojetí funkce v matematice, a to především umožněním práce i s výrazy přirozeného jazyka (namísto omezení pouze na matematické symboly). Samotnou funkci pak Frege definuje tímto odstavcem:
„If in an expression, whose content need not be capable of becoming a judgment, a simple or a compound sign has one or more occurrences and if we regard that sign as replaceable in all or some of these occurences by something else (but everything by the same thing), then we call the part that remains invariant in the expression a function, and the replaceable part the argument of the function.“
(Pokud se v nějakém výrazu [...] jednou nebo vícekrát vyskytuje nějaký jednoduchý nebo složený znak a tento znak považujeme za zaměnitelný ve všech jeho výskytech něčím jiným (avšak každý výskyt tím stejným), pak tu část, která zůstává neměnná v takovém výrazu, nazveme funkcí a část, kterou můžeme zaměňovat, nazveme argumentem této funkce.)
Funkce je tedy pro Fregeho (neintuitivně) pouze ta část výrazu, která je neměnná při dosazování (zaměňování) argumentů. Důvodem tohoto tvrzení je triviální fakt, že i přes to, že jsou následující výrazy
- „2.13 +1“,
- „2.43 +4“,
- „2.53+5“

navzájem určitým způsobem odlišné, tak stále jednoduše dokážeme vypozorovat původní výraz funkce, ze kterých tato trojice vzešla, tj.: „2.x3 + x“. Symbol x tak slouží pouze jako vynucující vodítko k tomu, že na místa, která zaujímá, je nutné něco doplnit či dodat. Před dodáním vyžadovaných argumentů je funkce označena za „nenasycenou“ (nekompletní), ve stavu nutnosti doplnění. Výsledkem nasycené (zkompletované) funkce je pak její „hodnota“: např. hodnotou funkce „2.x3 + x“ je pro argument „1“ hodnota „3“. V přirozeném jazyce pak hrají běžnou roli funkčních výrazů predikáty: např. výraz funkce „otec(x)“ po zkompletování denotuje otce člověka zaměněného za symbol x. Hodnotou funkce „nejvyšší-hora(světa)“ je „Mount Everest“. Frege dále zavádí dva důležité pojmy: „koncept“ a „pravdivostní hodnotu“. Pravdivostní hodnota je dichotomie pravda/nepravda. Koncept je pak taková funkce, jejíž výsledek je vždy pouze pravdivostní hodnotou. Mezi klasické příklady konceptu pak patří predikáty jako: „je větší“, „je menší“, „jsou stejné“, „vyhrál nad“ atd. Konkrétně může jít např. i o větu: „Caesar dobyl Galii.“, jejíž hodnota je „pravda“. Tuto funkci můžeme rozložit na její části: „Caesar“ a „x dobyl Galii“. Zatímco „Caesar“ je „vlastní jméno“, „x dobyl Galii“ je nenasycená funkce, která bude pravdivá pouze a jen tehdy, bude-li za argument x dosazena taková osoba, která Galii skutečně dobyla. Nepravdivou pak tato funkce bude, bude-li za argument x dosazena osoba, která Galii nedobyla. Tuto větu ale můžeme také rozložit na části: „Caesar dobyl x“ a „Galie“. V tomto případě je „Caesar dobyl x“ výraz nenasycené funkce a „Galie“ je vlastní jméno. „Caesar dobyl x“ tak bude analogicky nabývat hodnoty „pravda“ pouze tehdy, bude-li za x dosazeno cokoliv, co Caesar skutečně dobyl.